# Kaszáspókok
A kaszáspókok (Opiliones; a latin opilio jelentése: „juhász, juhpásztor”) a pókszabásúak (Arachnida) osztályának egyik rendje. Ma mintegy 6500 fajukat ismerjük, de egyes becslések szerint ez a szám meghaladhatja a 10 ezret is. Az Antarktisz kivételével a valamennyi kontinensen megtalálhatók. A csoport hosszú evolúciós múltra tekint vissza, hisz legkorábbi leleteik a skóciai Rhynie mintegy 400 millió éves, devon korú rétegeiből kerültek elő. Franciaországból 305 millió éves kőzetekből kerültek elő kaszáspókok fosszíliái, amelyek alapvetően megegyeznek a ma élők morfológiai és anatómiai jellemzőivel; a kaszáspókok testfelépítése tehát nem sokat változott a paleozoikum óta.
Vitatott kérdés, hogy a pókszabásúak osztályán belül a kaszáspókok mely rendekkel állnak közelebbi rokonságban. Nevük arra utal, hogy a pókok (Araneae) rendjéhez van filogenetikai értelemben a legtöbb közük. Valójában azonban testük alapszabása több szempontból eltér a pókokétól: utótestük (potrohuk) általában feltűnően és határozottan szelvényezett – a pókok körében ez rendkívül ritka, csak a legősibb típusoknál fordul elő –, az előtest és az utótest között nem figyelhető meg a pókokra jellemző szűkület, hanem széles alappal kapcsolódnak egymáshoz, illetve a kaszáspókok előtestén egyetlen szempár található, a pókokra jellemző 3–4 pár helyett. A kaszáspókok rendkívül hosszú lábakkal különösen hasonlítanak a pókok egyik családjára, az álkaszáspókfélékre (Pholcidae), amelyek tehát – amint nevük is kifejezi –, nincsenek közvetlen és közelebbi rokonságban a kaszáspókokkal.
A kaszáspókok közelebbi rokonait inkább a Novogenuata kládban kell keresni, ahová a skorpiók (Scorpiones), az álskorpiók (Pseudoscorpiones) és a rovarpókok (Solifugae) tartoznak. Egyes feltételezések szerint az atkákkal (Acari) lehetnek közelebbi rokonságban.

## Testfelépítésük
A kaszáspókok 1–22 milliméter testhosszú állatok, amelyek lábai általában feltűnően hosszúak. Elő- és utótestük széles alappal kapcsolódik egymáshoz. Az előtesten egységes hátpajzs található, amelynek központi részén egy ún. szemdomb található: ezen ül két egyszerű szemük. Csáprágójuk három ízből épül fel, és ollóban végződik. Ezzel ragadják meg, pusztítják el és darabolják fel zsákmányukat. Tapogatólábaik lehetnek rövidek és egyszerűek, azonban a nagy termetű, trópusi fajok (pl. a Laniatores rendben) gyakran erőteljes tüskézettségű, visszahajló karomban végződő és feltűnően nagy tapogatólábakat viselnek. Előtestükön, az első pár járólábak magasságában 1 pár bűzmirigy nyílik a test felszínére, amelynek váladéka hatékonyan elriasztja a nagyobb termetű rovarzsákmányoló állatokat.
Rendkívül hosszú lábaik mérete általában sokszorosan meghaladja a test hosszát (6 milliméteres testhez 16 centiméteres lábak is csatlakozhatnak); a lábfej akár 60 ízből is felépülhet. Ugyanakkor előfordulnak rövid és vaskos lábú fajok is (pl. a Trogulidae család képviselői).
A lábak viszonylag könnyen leszakadhatnak a testről, amely egy védekező öncsonkításnak (autotómia) tekinthető: ha az állat lábát valamilyen ragadozó fogva tartja, a láb saját idegdúcai a csípőízület mentén leválasztják. A leszakadt láb ilyenkor még percekig mozog – jellegzetes kaszáló mozgást végez –, hogy elterelje a támadó figyelmét. A leszakadt lábak nem regenerálódnak.    
A kaszáspókok utóteste (potroha) általában lencse alakú, jellegzetesen szelvényezett; legtöbbször 10 szelvény ismerhető fel rajta, amelyek közül az utolsó kettő csak apró kitinlapocskát képez. Az utótest szelvényeinek háti oldalán is találhatók kitinlemezek, amelyek egy része gyakran hozzáforr az előtest hátpajzsához.
A kaszáspókok légzése trachearendszerrel (légcsőrendszer) történik. Általában 1 pár légzőnyílásuk van, amely az utótest első szelvényén nyílik. Egyes családoknál a járólábak lábszárízén járulékos légzőnyílások vannak.  
A kaszáspókok ivarnyílása a hasi oldalon előretolódott, a járólábak csípőízei között található, és ivarlemez fedi. A hímeknek kitolható párzószerve, pénisze van, míg a nőstények tojócsővel rendelkeznek. Jellemző lehet rájuk a szexuális dimorfizmus (ivari kétalakúság): a hímek ilyen esetben több és nagyobb méretű tüskéket viselnek, csáprágóikon jellegzetes nyúlványok lehetnek. A párzás és megtermékenyítés után a nőstények a petéket kis csomókban nedves környezetben, elsősorban a talajban helyezik el. Vannak fajok, amelyek a petéket figyelmesen őrzik a kis kaszáspókok kikeléséig. Utódaik átalakulás nélkül fejlődnek. Fél-egy év alatt érik el a kifejlett állapotot, többszöri vedléssel. Általában 1-3 évig élnek.